# Gaab (Fluss)
Der Gaab, auch Gaap, ist ein Rivier in der Region ǁKarasKlicklaut im Süden Namibias. Das Einzugsgebiet beträgt etwa 2700 km².

## Verlauf

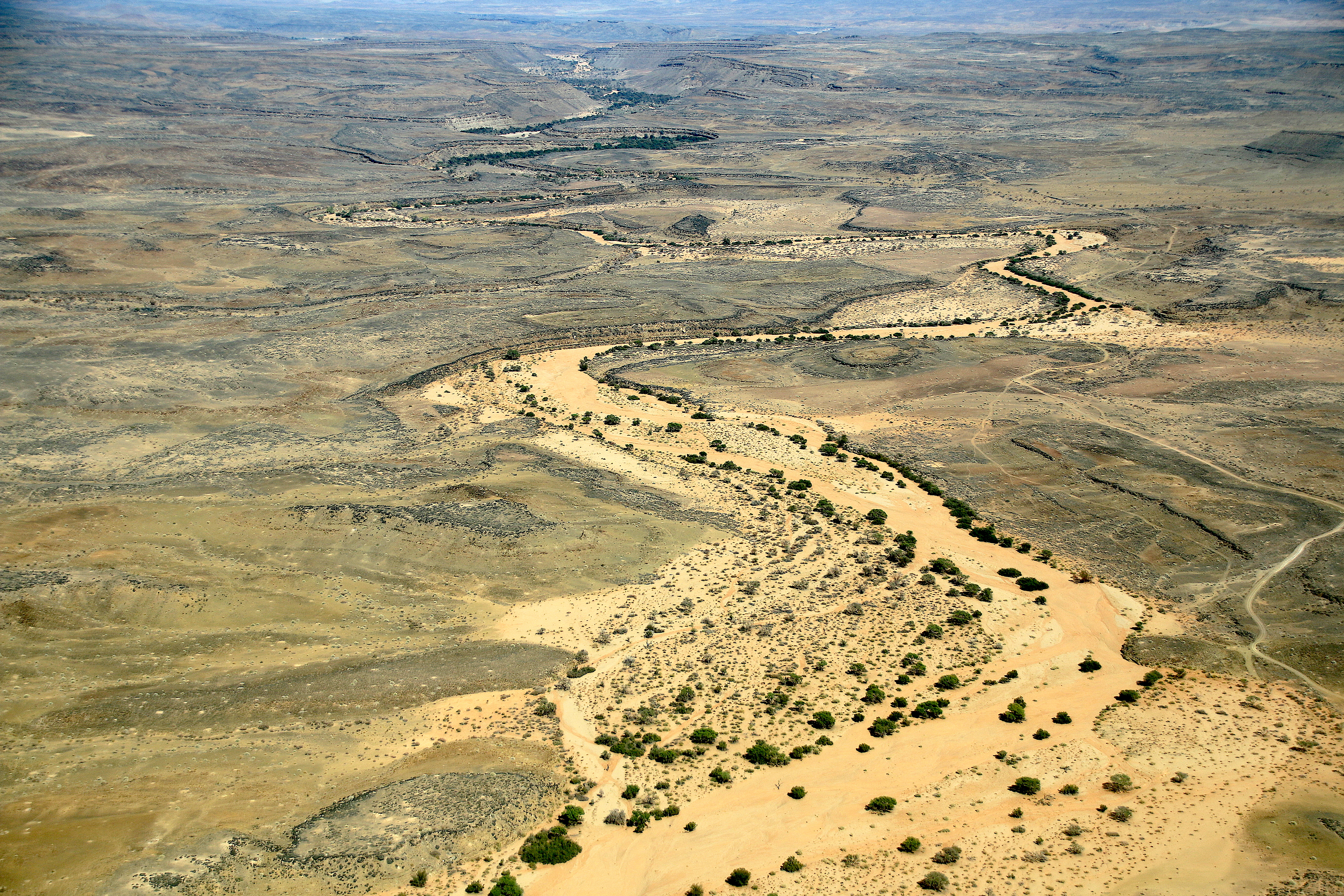
Gaab, Blick Richtung Westen

Der Fluss entspringt am Südrand der Klein-Karasberge und fließt in westlicher Richtung zum Fischfluss. Die Mündung in den Fischfluss liegt etwa 15 km nördlich des Fischfluss-Canyons. Die Eisenbahnlinie Windhoek–Nakop und die Hauptstraße C12 überqueren den Gaab unweit des Haltepunktes Holoog (siehe auch Holoogberg).